# Битка код Клушина
Битка код Клушина (1610) била је одлучујућа битка Времена смутње и Пољско-руског рата (1605—1618).

## Увод

### Димитријаде
Током Времена Смутње, Пољско-Литванска унија војно је подржала Лажног Димитрија (1605—1606) и Тушинског Разбојника (1607—1610). Инвазија двојице узурпатора био приватни подухват неколицине пољских и литванских великаша, који су деловали независно (или чак противно) од краља и Сејма: Лажног Димитрија подржао је сандомирски војвода Ђорђе Мнишек, док су Тушинског Разбојника подржале приватне војске кнеза Романа Рожинског и Јана Сапјехе.

### Шведска интервенција
Политичка ситуација изменила се у пролеће 1609, када је цар Василије Шујски склопио савез са Карлом IX, личним непријатељем краља Жигмунда, и то у току Пољско-шведског рата (1600—1611). Шведска интервенција у Русији (1609—1610) довела је до отвореног рата са Пољском  и крајем септембра 1609. војска краља Жигмунда опсела је Смоленск. Планови краља Жигмунда били су далекосежни: уједињење Пољске и Русије и превођење Руса у католицизам.

### Опсада Смоленска
Град се упорно бранио, под вођством дотле непознатог војводе Михаила Шејина. Руски ратници, који су у току Времена Смутње претходних година изгубили небројене битке, показали су изненађујућу упорност и неустрашивост у одбрани својих домова, жена и деце.
Парадоксално, опсада Смоленска олакшала је положај цара Василија, пошто је довела до повлачења већине пољских савезника Тушинског Разбојника под Смоленск. Тако је у пролеће 1610. растурен Тушински логор и прекинута опсада Москве, захваљујући шведским најамницима које је предводио Михаил Скопин-Шујски. Амнестија већине Тушинаца и повлачење самозванца у Калугу ослободило је главнину руске војске у Москви да у јуну 1610. крене у помоћ Смоленску, али је ова помоћна војска дошла под команду царевог брата Димитрија, уместо способног и искусног војводе Михаила Скопин-Шујског, који је умро 23. априла 1610. под неразјашњеним околностима.

## Супротстављене снаге
На руској страни, војвода Димитрије Шујски, поражен више пута од побуњених сељака и козака у устанку Болотњикова, располагао је са око 30.000 руских ратника, 8.000 шведских и немачких најамника и 11 топова. Руске снаге чинила је племићка коњица наоружана луком и стрелом, са неколико одреда стрелаца. Најамничке трупе чинили су мускетари и копљаници, са неколико одреда рајтара (тешких коњаника наоружаних ватреним оружјем).
На пољско-литванској страни, велики хетман Станислав Жолкевски, искусни ратник још из времена Стефана Баторија, имао је око 5.100 коњаника и 200 пешака са 2 топа. Већину коњице чинили су оклопљени пољски хусари, наоружани копљима од скоро 7 m, уз неколико одреда драгона, док је пешадија била наоружана пушкама. По пољској тактици оног времена, бројна надмоћ непријатеља није узимана у обзир (по речима Жолкевског: "Прво их побити, онда бројати."), пошто се битка решавала јуришом тешке коњице и борбом прса у прса.

## Битка

### Руска претходница
На вести о доласку руске војске, пољски велики хетман Станислав Жолкевски напустио је логор под Смоленском и пошао у сусрет нападачу са 12.000 најбољих војника. 24. јуна потукао је руску претходницу и опсео је код Царевог Зајмишта, али је сазнао да се руска главнина (око 35.000 људи) налази на неколико дана хода.

### Пољски напад
Дана 3. јула 1610, оставивши пешадију да опседа руски логор, хетман Жолкевски је са коњицом (око 5.000) кренуо у напад. Војске су се среле усред ноћи, што је одложило пољски напад и дало времена Русима да поставе утврђени логор, док су се шведски најамници постројили на левом крилу. Први напади пољских хусара одбијени су ватром из пушака, али је противнапад руске коњице пропао: руска лака коњица и шведска коњица наоружана пиштољима лако је прегажена од хусара и натерана у бекство. Најамничка пешадија издржала је дуже, али је са доласком пољске пешадије и топова потиснута назад у логор, који је био одвојен од руског.
У суштини, лака руска коњица наоружана луком и стрелом била је беспомоћна у борби прса у прса против оклопљених хусара, док стрелци нису имали друге заштите од коњичког јуриша осим колског логора. Најамничка пешадија имала је копља, али су она била знатно краћа од хусарских, док је шведска коњица, наоружана пиштољима, избегавала борбу прса у прса.

### Опсада логора и преговори
Малобројна пољска армија опсела је оба логора, и хетман Жолкевски понудио је преговоре Швеђанима: већина најмника одмах је прешла на пољску страну, док је неколико стотина преосталих добило слободан пролаз у Шведску. Издана од најамника, преостала руска војска успела је да се повуче, оставивши логор, топове и око 5.000 мртвих у сукобу који је трајао свега 5 сати, док су Пољаци изгубили само 400 људи.

## Последице

### Ингријски рат
Након што се шведска војска побунила и прешла непријатељу, Де ла Гарди је склопио примирје са хетманом Жолкевским, у замену за слободан пролаз до Виборга и обећање да више неће ратовати за руског цара. Био је то увод у Ингријски рат.

### Пад цара Василија и окупација Москве
Пораз код Клушина довео је до побуне у Москви и збацивања цара Василија (27. јула 1610) од стране Бољарске думе ( "Седморица бољара"). После битке малобројна пољска војска је кренула на Москву и заузела Можајск, а Бојарска дума, без војске и у страху од Тушинског Разбојника, упустила се у преговоре са хетманом Жолкевским, нудећи царску круну пољском краљевићу Владиславу. У току преговора, пољски хетман је на превару заузео Москву (21. септембра 1610). У Москви је остао пољски гарнизон од 3.000 људи.
У јесен 1610. у логору под Смоленском краљ Жигмунд је примио заробљенога цара Василија и делегацију Бољарске думе, предвођену патријархом Филаретом. Краљ Жигмунд захтевао је круну за себе, и преговори су пропали због његове познате нетрпељивости према православљу. Руска делегација је затворена и рат је настављен, а Русија је све до 1613. била без владара.